# Taszmiszusz
Taszmiszusz isten (hurri Tašmišu hettita Tašmišuš) Észak-Szíriában, a Mitanni birodalom területén, később a hettita mitológia hurrizálódása során a hettita panteon része. A hurri-hettita elképzelések szerint az istenek harmadik generációjához tartozott, a Viharisten (hurri Tesub, hettita Tarhuntasz), Kummijasz (a mennyek és Hatti ura), Aranzahasz (a Tigris istene) és Sausga (Istár hurri változata) testvére, látszólag Kumarbi leánya. Mivel azonban Kumarbi azután köpte őt ki, hogy Anu hímtagját leharapta, az utóbbi istenhez tartozik valójában. Állandó kísérője a Viharistennek.
Szerepet kap az egyik legfontosabb történetben, a Kumarbi-mítoszokban (például az Égi királyság vagy az Ének Ullikummiról), ahol a Kumarbi ellen küzdő új istengeneráció tagja. Amikor a Napisten elárulja a Viharistennek, hogy észrevette Ullikummit a tengerben, Tarhuntasz megbízza Ullikummi megkeresésével. Taszmiszusz elindul, majd megmutatja Sausgának és Tessubnak a Hazzi-hegyről, hogy hol találják.
A Viharisten szent bikájának, Szerisznek szarvait ő keni meg olajjal a csaták előtt. Így az Imgarra-hegyen az Ullikummi elleni csata előtt is ezt teszi, valamint előkészíti a Viharisten szekerét. Feladatai közé tartozott az istenek közti kapcsolattartás, a hírvivés. Ennek kapcsán viszi a Viharisten üzenetét Hebatnak. Ilyen módon a görög mitológia Hermészének megfelelője.

## Külső hivatkozások
- Pantheon.org: Tasimsu